# Гусев, Евгений Николаевич
Евге́ний Никола́евич Гу́сев (1879 — 1919) — русский военачальник, полковник, участник Первой мировой и Гражданской войн в России, деятель Белого движения. Пионер боевого применения бронеавтомобилей.
Родился в Калуге 10 декабря 1879 года (по данным Петербургской Трофейной комиссии Гусев родился 7 декабря 1880 года), происходил из дворян Калужской губернии. Окончил Скопинское духовное училище, в 1900 году поступил вольноопределяющимся в 140-й пехотный Зарайский полк, из которого был направлен в Казанское военное училище. По окончании в 1905 году курса наук был произведён в подпоручики и получил назначение в 37-й пехотный Екатеринбургский полк, где был назначен командиром охотников.
Во время первой русской революции был командирован в отмобилизованную 10-ю пулемётную роту, в составе которой принимал участие в подавлении беспорядков в Кронштадте. В 1907 году вернулся в Екатеринбургский полк, где получил под начальство пулемётную команду.
С началом Первой мировой войны в чине штабс-капитана принимал участие в боях в Галиции и 15 августа 1914 года был контужен в бою у посёлка Лащева под Павловым и через день был тяжело ранен под Важучином. На излечение был эвакуирован в центральные губернии России. Высочайшим приказом от 6 апреля 1915 года за отличие в боях под Павловым был награждён орденом св. Георгия 4-й степени.
По выздоровлении, в мае 1915 года, был направлен во вновь формируемые броневые автопулемётные части и получил в командование 42-й автопулемётный взвод, за отличие в боях был награждён орденом св. Станислава 3-й степени. Произведённый в подполковники Гусев, с 1 июня 1916 года был назначен заведующим 9-м бронеавтомобильным отделением.
После Октябрьской революции служил в Добровольческой армии и Вооружённых силах Юга России. В 1918 году произведён в полковники, с августа 1919 года был командиром бронеавтомобильного дивизиона Донской армии. Убит 29 сентября 1919 года в бою с частями Красной армии под Бердянском.